# Astichomyiia
Astichomyiia is een geslacht van vliesvleugeligen uit de familie Eulophidae. De wetenschappelijke naam van dit geslacht is voor het eerst geldig gepubliceerd in 1917 door Girault.

## Soorten
Het geslacht Astichomyiia omvat de volgende soorten:
- Astichomyiia cecidicola Hansson, 2002
- Astichomyiia crassiseta Hansson, 2002
- Astichomyiia hansoni Hansson, 2002
- Astichomyiia latiscapus Girault, 1917